# Chiharu Niiyama
Chiharu Niiyama (新山千春 Nīyama Chiharu?), nacida el 14 de enero de 1981 en  Aomori, Japón, es una actriz japonesa y ex Gravure idol. Está afiliada a Horipro . 

## Vida personal
Niiyama se casó con el jugador de béisbol Satoshi Kuroda (黒田 哲史 Kuroda Satoshi?)  . Tienen una hija llamada Koharu Niiyama (新山 小春 Nīyama Koharu?) (nacida el 12 de julio de 2006). 

## Filmografía

### Películas
- Godzilla, Mothra, King Ghidorah: Daikaijū Sōkōgeki - Yuri Tachibana (2001)
- Ju-on: The Grudge 2 - Tomoko Miura (2003)
- Tokusou Sentai Dekaranger The Movie: Full Blast Action - Marie Gold / Deka Gold (2004)

### Televisión
- Carnation (2012)
- Ultraman Taiga - Kana Sasaki (2019)

### Actuación de voz

#### Videojuegos
- Eurasia Express Satsujin Jiken - Yukino Wada (1998)